# 카오스사가
《카오스사가》(일본어: カオスサーガ 카오스사가[*], 영어: CHAOS SAGA)는 DMM.com이 제공하는 일본의 온라인 게임이다. 캐치프레이즈는 신의 피야…세계를 구할 수 있을까!?(神の血よ…世界を救えるか!?)이다. 2016년 11월 15일 12시 30분에 서비스를 시작해, 같은 해 11월 16일 15시 서비스를 종료했다. 서비스 제공 시간은 불과 26시간 30분이었다. 유지 보수 시간을 빼면 21시간 30분 밖에 플레이할 시간이 없었다.
이 게임은 스퀘어 에닉스의 비디오 게임 《파이널 판타지 XI》의 데이터를 도용했다는 의혹이 있으며, DMM.com 측은 사실 관계를 확인 중이라고 밝혔다.